# Liste des maires de Valence (Drôme)
Cet article dresse une liste par ordre de mandat des maires de Valence.

## Liste des maires

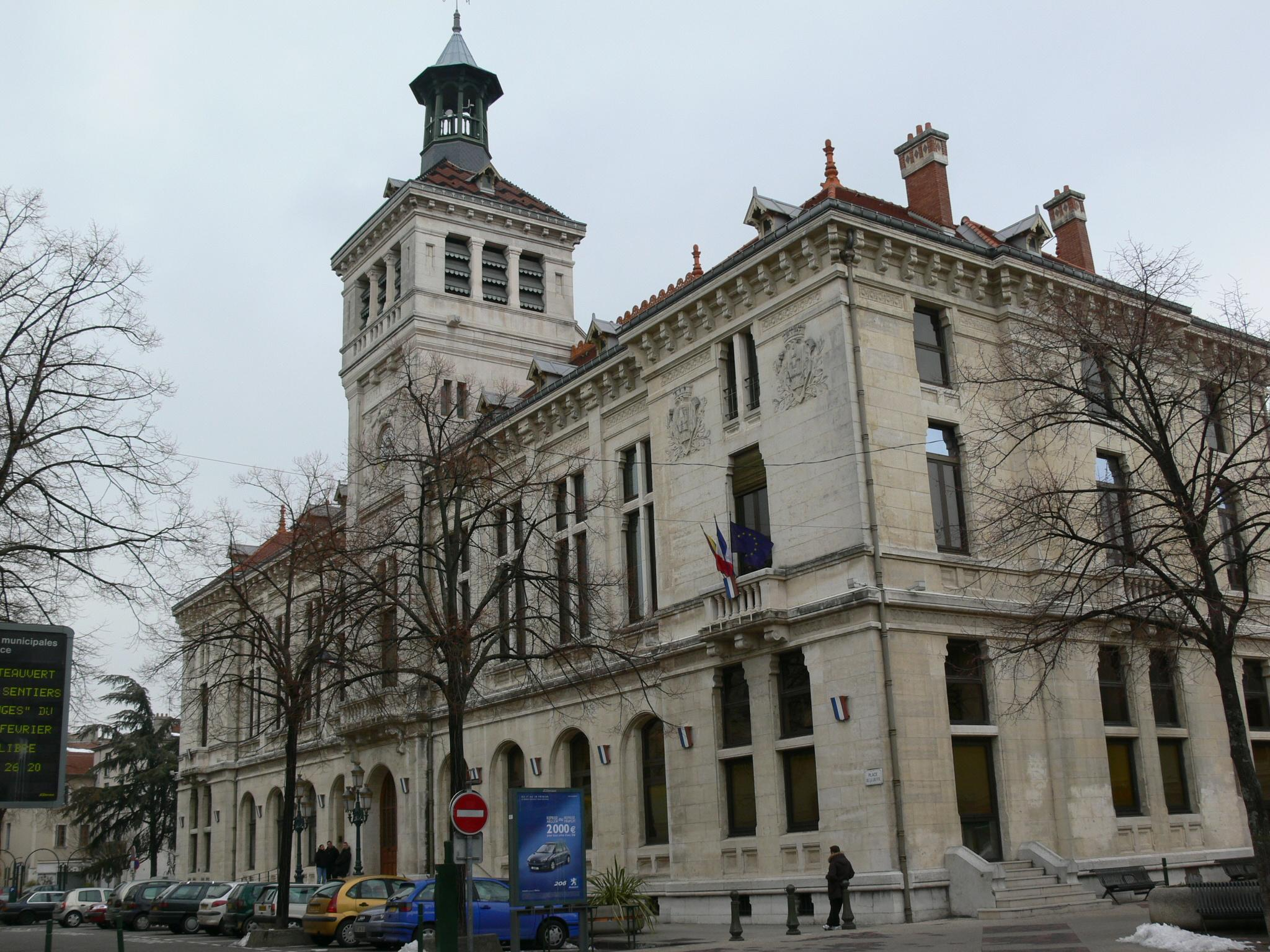
L'hôtel de ville de Valence.

| Période                                  | Période           | Identité                                      | Étiquette          | Qualité |
| ---------------------------------------- | ----------------- | --------------------------------------------- | ------------------ | --- |
| Les données manquantes sont à compléter. |                   |                                               |                    | |
| 1794                                     | 1801              | Jean-Pierre de Montalivet                     |                    | comte de Montalivet |
| 1801                                     |                   | Claude Anne baron de Planta                   |                    | Trésorier de la 7e cohorte de la Légion d'honneur |
| 21 janvier 1803                          | 27 juin 1815      | François Marcellin Pinet de Lavocé            |                    | |
| 28 juin 1815                             | 26 juillet 1815   | Jean-Pierre Bleizac                           |                    | |
| 27 juillet 1815                          | 16 octobre 1816   | François Frédéric de Plan de Sieyès de Veynes |                    | marquis de Sieyès de Veynes |
| 17 octobre 1816                          | 9 juillet 1817    | Jean-Pierre Bleizac                           |                    | |
| 10 juillet 1817                          | 10 septembre 1830 | Venance Sylvain Forcheron                     |                    | |
| 11 septembre 1830                        | 7 juillet 1836    | Nicolas Delacroix                             |                    | conseiller général député |
| 8 juillet 1836                           | 20 septembre 1836 | Calixte Bonnet                                |                    | Pharmacien |
| 21 septembre 1836                        | 7 juillet 1843    | Nicolas Delacroix                             |                    | conseiller général député |
| 8 juillet 1843                           | 13 septembre 1843 | Calixte Bonnet                                |                    | |
| 14 septembre 1843                        | 11 novembre 1846  | Eugène Alexandre Ithier                       |                    | |
| 12 novembre 1846                         | 9 janvier 1849    | Joseph Antoine Ferlay                         |                    | avocat |
| (1849)                                   | (1871)            | ?                                             |                    | |
| 1871                                     |                   | Jean-Pierre Bernard                           | Républicain        | Ancien instituteur puis agent voyer, révoqué sous la Deuxième République conseiller général |
| 6 mars 1874                              | 17 mai 1874       | Louis-Félix Dupré de Loire                    |                    | |
| 25 mai 1874                              | 28 juin 1876      | Messiphile Bonnet                             |                    | Vice-président du tribunal de Valence |
| 1878                                     |                   | ?                                             |                    | |
| 1884                                     |                   | ?                                             |                    | |
| 1888                                     |                   | ?                                             |                    | |
| 1892                                     |                   | ?                                             |                    | |
| 23 septembre 1894 (é.p.)                 | 9 mai 1896        | Jean-François Malizard                        |                    | |
| 10 mai 1896                              | 9 octobre 1919    | Henri Chalamet                                | Union républicaine | avocat |
| 1900                                     |                   | Henri Chalamet                                |                    | maire sortant |
| 1904                                     |                   | Henri Chalamet                                |                    | maire sortant |
| 1908                                     |                   | Henri Chalamet                                |                    | maire sortant |
| 1912                                     |                   | Henri Chalamet                                |                    | maire sortant |
| 10 octobre 1919                          | 22 octobre 1928   | Henri Perdrix                                 | Radical-socialiste | entrepreneur en menuiserie conseiller général sénateur |
| 1925                                     | 1928              | Henri Perdrix                                 |                    | maire sortant |
| 23 octobre 1928 (é.p.)                   | 2 février 1934    | Jules Algoud                                  |                    | |
| 1929                                     | 1934              | Jules Algoud                                  |                    | maire sortant |
| 3 février 1934 (é.p.)                    | 30 août 1944      | René Pécherot                                 |                    | |
| 1935                                     |                   | René Pécherot                                 |                    | maire sortant |
| 31 août 1944 (é.p.)                      | 25 octobre 1947   | Jean Buclon                                   |                    | |
| 1945                                     |                   | Jean Buclon                                   |                    | maire sortant |
| 26 octobre 1947                          | 24 septembre 1957 | Camille Vernet                                | Radical-socialiste | |
| 1953                                     |                   | Camille Vernet                                |                    | maire sortant |
| 5 septembre 1957 (é.p.)                  | 26 mars 1971      | Jean Perdrix                                  | Radical-socialiste | |
| 1959                                     |                   | Jean Perdrix                                  |                    | maire sortant |
| 1965                                     |                   | Jean Perdrix                                  |                    | maire sortant |
| 27 mars 1971                             | 17 mars 1977      | Roger Ribadeau-Dumas                          | UDR puis RPR       | |
| 18 mars 1977                             | 18 juin 1995      | Rodolphe Pesce                                | PS                 | conseiller général de Valence-3 |
| 1983                                     |                   | Rodolphe Pesce                                |                    | maire sortant |
| 1989                                     |                   | Rodolphe Pesce                                |                    | maire sortant |
| 19 juin 1995                             | 7 avril 2004      | Patrick Labaune                               | UMP                | conseiller régional de Rhône-Alpes |
| 2001                                     | 2004              | Patrick Labaune                               |                    | maire sortant |
| 8 avril 2004 (remplacement)              | 21 mars 2008      | Léna Balsan                                   | UMP                | 1re adjointe au maire (?-2004) |
| 22 mars 2008                             | 4 avril 2014      | Alain Maurice                                 | PS                 | avocat président de Valence Agglo – Sud Rhône-Alpes (2010-2013) président de la CA Valence-Romans Sud Rhône-Alpes (2014) |
| 5 avril 2014                             | 2020              | Nicolas Daragon                               | UMP puis LR        | président de la CA Valence-Romans Sud Rhône-Alpes (2014-2016) président de la CA Valence Romans Agglo (2017-) conseiller général de Valence-2 (2004-2015) conseiller départemental de Valence-3 (2015-2016) vice-président du conseil régional d'Auvergne-Rhône-Alpes délégué au tourisme et au thermalisme |
| 2020                                     | En cours          | Nicolas Daragon                               | LR                 | maire sortant |